# Temporada 1989-90 de los Atlanta Hawks
La temporada 1989-90 fue la vigesimosegunda de los Atlanta Hawks en la NBA en su ubicación de Atlanta, la cuadragésimo primera en la liga y la cuadragésimo cuarta desde su fundación. La temporada regular acabó con 41 victorias y 41 derrotas, ocupando el noveno puesto de la Conferencia Este, no logrando clasificarse para los playoffs.

## Elecciones en elDraft
| Ronda | Puesto | Jugador          | Posición | Nacionalidad   | Universidad  |
| ----- | ------ | ---------------- | -------- | -------------- | ------------ |
| 1     | 23     | Roy Marble       | Escolta  | Estados Unidos | Iowa         |
| 2     | 49     | Haywoode Workman | Base     | Estados Unidos | Oral Roberts |

## Temporada regular
| División Central      | División Central | División Central | División Central | División Central | División Central | División Central | División Central | División Central |
| Equipo                | G                | P                | %                | PD               | Casa             | Fuera            | Div              |                  |
| --------------------- | ---------------- | ---------------- | ---------------- | ---------------- | ---------------- | ---------------- | ---------------- | ---------------- |
| y-Detroit Pistons     | 59               | 23               | .720             | –                | 35–6             | 24–17            | 22–8             |                  |
| x-Chicago Bulls       | 55               | 27               | .671             | 4                | 36–5             | 19–22            | 20–10            |                  |
| x-Milwaukee Bucks     | 44               | 38               | .537             | 15               | 27–14            | 17–24            | 14–16            |                  |
| x-Cleveland Cavaliers | 42               | 40               | .512             | 17               | 27–14            | 15–26            | 14–16            |                  |
| x-Indiana Pacers      | 42               | 40               | .512             | 17               | 28–13            | 14–27            | 16–14            |                  |
| Atlanta Hawks         | 41               | 41               | .500             | 18               | 25–16            | 16–25            | 15–15            |                  |
| Orlando Magic         | 18               | 64               | .220             | 41               | 12–29            | 6–35             | 4–26             |                  |

## Estadísticas
| Rk | Jugador           | Edad | P  | PT | MP   | TC   | TCI  | %TC  | T3  | T3I | %T3  | TL  | TLI | %TL   | RO  | RD  | RT   | AS  | RB  | TAP | BP  | FP  | PTS  |
| -- | ----------------- | ---- | -- | -- | ---- | ---- | ---- | ---- | --- | --- | ---- | --- | --- | ----- | --- | --- | ---- | --- | --- | --- | --- | --- | ---- |
| 1  | Dominique Wilkins | 30   | 80 | 79 | 36.1 | 10.1 | 20.9 | .484 | 0.7 | 2.3 | .322 | 5.7 | 7.1 | .807  | 2.7 | 3.8 | 6.5  | 2.5 | 1.6 | 0.6 | 2.2 | 1.8 | 26.7 |
| 2  | Moses Malone      | 34   | 81 | 81 | 33.8 | 6.4  | 13.3 | .480 | 0.0 | 0.1 | .111 | 6.1 | 7.8 | .781  | 4.5 | 5.5 | 10.0 | 1.6 | 0.6 | 1.0 | 2.9 | 2.0 | 18.9 |
| 3  | Doc Rivers        | 28   | 48 | 44 | 31.8 | 4.5  | 10.0 | .454 | 0.5 | 1.4 | .364 | 2.9 | 3.5 | .812  | 1.0 | 3.2 | 4.2  | 5.5 | 2.4 | 0.5 | 2.0 | 3.1 | 12.5 |
| 4  | Kevin Willis      | 27   | 81 | 51 | 28.1 | 5.2  | 9.9  | .519 | 0.0 | 0.1 | .286 | 2.1 | 3.0 | .683  | 3.1 | 4.8 | 8.0  | 0.7 | 0.8 | 0.6 | 1.8 | 3.2 | 12.4 |
| 5  | Spud Webb         | 26   | 82 | 46 | 26.6 | 3.6  | 7.5  | .477 | 0.0 | 0.2 | .053 | 2.0 | 2.3 | .871  | 0.5 | 2.0 | 2.5  | 5.8 | 1.3 | 0.1 | 1.7 | 2.3 | 9.2  |
| 6  | John Battle       | 27   | 60 | 48 | 24.6 | 4.6  | 9.1  | .506 | 0.0 | 0.2 | .154 | 1.7 | 2.3 | .756  | 0.5 | 1.2 | 1.7  | 2.6 | 0.5 | 0.1 | 1.5 | 1.9 | 10.9 |
| 7  | Cliff Levingston  | 29   | 75 | 5  | 22.7 | 2.9  | 5.7  | .509 | 0.0 | 0.1 | .200 | 1.1 | 1.6 | .680  | 1.5 | 2.7 | 4.3  | 1.1 | 0.7 | 0.5 | 0.7 | 2.9 | 6.9  |
| 8  | John Long         | 33   | 48 | 19 | 21.5 | 3.6  | 8.0  | .453 | 0.2 | 0.6 | .345 | 1.0 | 1.1 | .836  | 0.5 | 1.2 | 1.7  | 1.8 | 0.9 | 0.1 | 1.6 | 1.4 | 8.4  |
| 9  | Kenny Smith       | 24   | 33 | 5  | 20.4 | 3.0  | 6.2  | .480 | 0.1 | 0.7 | .167 | 1.7 | 2.0 | .846  | 0.2 | 0.9 | 1.1  | 4.3 | 0.7 | 0.0 | 1.4 | 1.4 | 7.7  |
| 10 | Antoine Carr      | 28   | 44 | 0  | 18.3 | 2.9  | 5.6  | .516 | 0.0 | 0.1 | .000 | 1.8 | 2.3 | .775  | 1.1 | 2.3 | 3.4  | 1.2 | 0.3 | 0.8 | 1.2 | 2.9 | 7.6  |
| 11 | Jon Koncak        | 26   | 54 | 28 | 18.1 | 1.4  | 2.4  | .614 | 0.0 | 0.0 | .000 | 0.8 | 1.5 | .532  | 1.1 | 3.1 | 4.2  | 0.4 | 0.7 | 0.6 | 0.9 | 3.4 | 3.7  |
| 12 | Wes Matthews      | 30   | 1  | 0  | 13.0 | 1.0  | 3.0  | .333 | 0.0 | 1.0 | .000 | 2.0 | 2.0 | 1.000 | 0.0 | 0.0 | 0.0  | 5.0 | 0.0 | 0.0 | 0.0 | 0.0 | 4.0  |
| 13 | Alexander Volkov  | 25   | 72 | 4  | 13.0 | 1.9  | 3.9  | .482 | 0.2 | 0.5 | .382 | 1.0 | 1.7 | .583  | 0.7 | 0.9 | 1.7  | 1.2 | 0.5 | 0.3 | 0.7 | 2.3 | 5.0  |
| 14 | Sedric Toney      | 27   | 32 | 0  | 8.9  | 0.9  | 2.3  | .417 | 0.2 | 0.4 | .538 | 0.7 | 0.8 | .840  | 0.1 | 0.3 | 0.4  | 1.6 | 0.3 | 0.0 | 0.7 | 1.1 | 2.8  |
| 15 | Roy Marble        | 23   | 24 | 0  | 6.8  | 0.7  | 2.4  | .276 | 0.0 | 0.1 | .000 | 0.8 | 1.2 | .655  | 0.6 | 0.4 | 1.0  | 0.5 | 0.3 | 0.0 | 0.6 | 0.7 | 2.1  |
| 16 | Mike Williams     | 26   | 5  | 0  | 2.8  | 0.0  | 0.8  | .000 | 0.0 | 0.0 |      | 0.0 | 0.0 |       | 0.0 | 0.2 | 0.2  | 0.0 | 0.0 | 0.0 | 0.0 | 0.4 | 0.0  |
| 17 | Haywoode Workman  | 24   | 6  | 0  | 2.7  | 0.3  | 0.5  | .667 | 0.0 | 0.0 |      | 0.3 | 0.3 | 1.000 | 0.0 | 0.5 | 0.5  | 0.3 | 0.5 | 0.0 | 0.0 | 0.5 | 1.0  |
| 18 | Duane Ferrell     | 24   | 14 | 0  | 2.1  | 0.4  | 1.0  | .357 | 0.0 | 0.1 | .000 | 0.1 | 0.4 | .333  | 0.2 | 0.3 | 0.5  | 0.1 | 0.1 | 0.0 | 0.1 | 0.2 | 0.9  |

## Galardones y récords
| Jugador/Entrenador | Galardón |
| Dominique Wilkins  | All-Star |